# Czekanów (województwo wielkopolskie)
Czekanów – wieś w Polsce, położona w województwie wielkopolskim, w powiecie ostrowskim, w gminie Ostrów Wielkopolski, przy północno-wschodniej granicy Ostrowa, przy drodze krajowej nr 25 Wrocław-Bydgoszcz. 
| SIMC    | Nazwa | Rodzaj    |
| ------- | ----- | --------- |
| 0205660 | Baby  | część wsi |

W latach 1975–1998 do województwa kaliskiego, a w latach 1887–1975 i od 1999 do powiatu ostrowskiego. Do 1954 roku istniała gmina Czekanów.
Znany od 1435 roku. Według Słownika Geograficznego Królestwa Polskiego pod koniec XIX wieku majątek należał do Radziwiłłów. Miejscowość przynależała administracyjnie przed rokiem 1887 do powiatu odolanowskiego. 
W Czekanowie znajduje się powstały w XVIII w. zespół rezydencjonalny Pałac Bagatela. Była to stała siedziba właścicieli majątku Czekanów. Założycielem pałacu był Michał Biernacki herbu Poraj, który odziedziczył majątek w 1768 roku. Do 1810 roku miejsce, w którym powstał dwór Bagatela znane było jako folwark Marczewskie. Pałac znajduje się przy ulicy Środkowej 96. 